# Ichthyophis billitonensis
Ichthyophis billitonensis es una especie de anfibio gimnofión de la familia Ichthyophiidae.
Según comunicación personal de Iskandar recogida por AmphibiaWeb, se precisa estudiar más esta cecilia para saber si le corresponde la categoría de especie.
Tomándola como especie, se considera endémica de la isla de Belitung, situada en la costa oriental de Java (Indonesia).
Se considera que habita en bosque tropical húmedo, que los adultos llevan vida subterránea, que hace la puesta en tierra y que las larvas son acuáticas.
Sólo se conoce por el tipo nomenclatural, ya que no ha habido citas recientes, tal vez por falta de trabajo herpetológico en el área que se toma como la de su distribución.
El ambiente de la isla ha sido modificado por la minería de estaño, pero se desconoce el grado de riesgo que supone tal actividad humana para la conservación de la población de esta cecilia.